# Bitva Řeků s Trojany o Patroklovo tělo

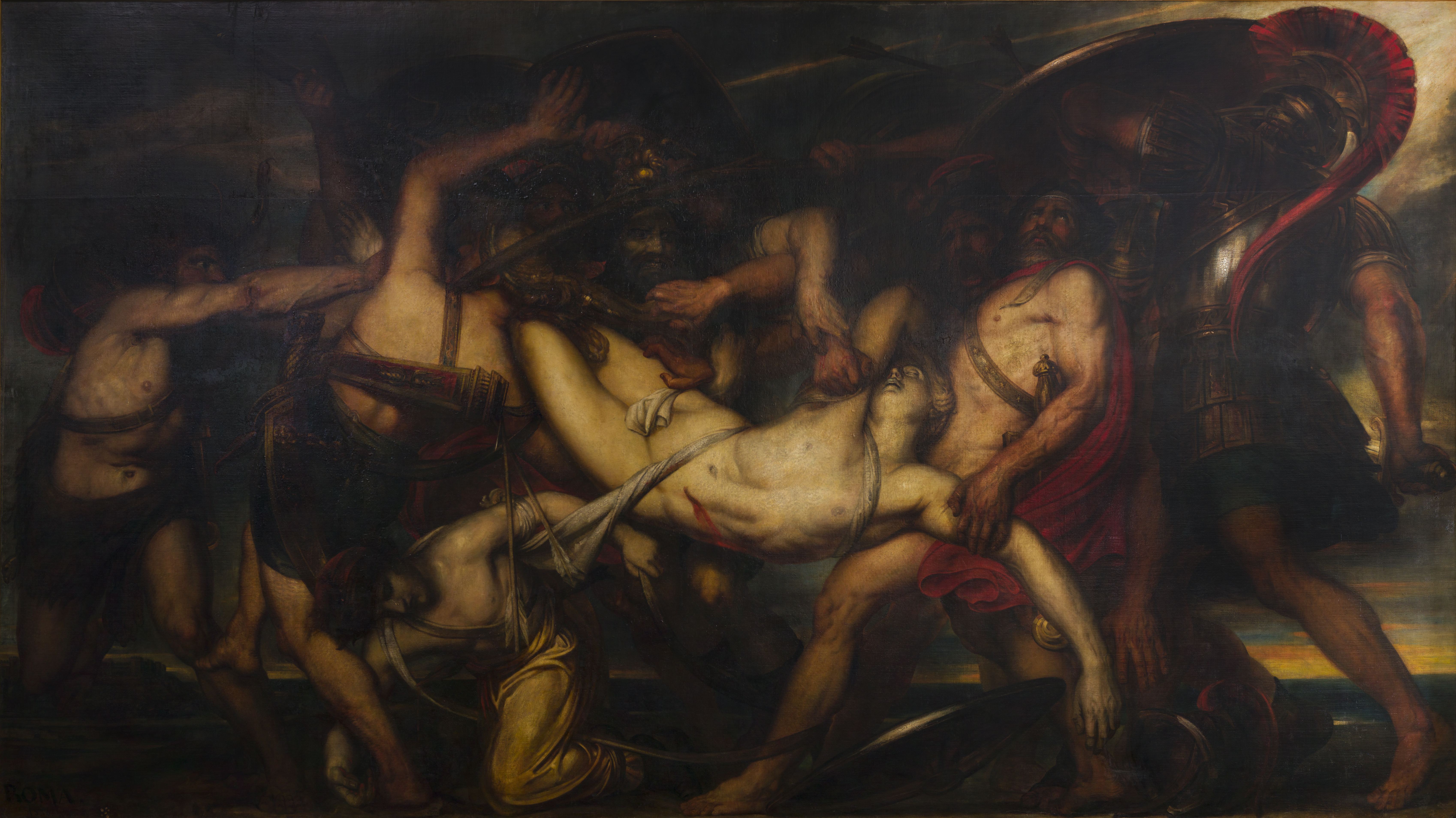
Bitva Řeků s Trojany o Patroklovo tělo, obraz z roku 1836 v Liège

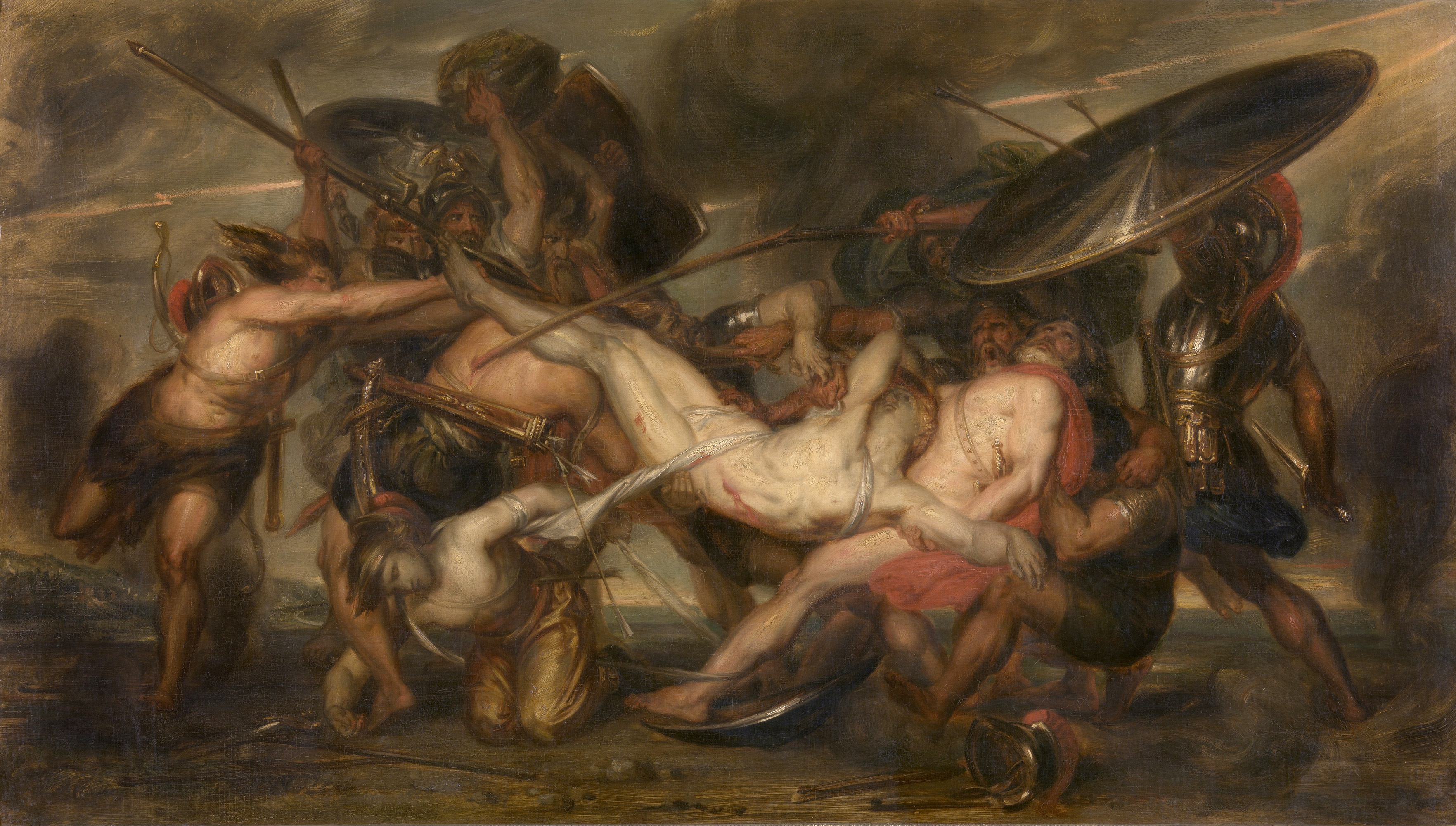
Bitva Řeků s Trojany o Patroklovo tělo, olej na plátně, 350 × 703 cm (varianta v Antverpách)

Bitva Řeků s Trojany o Patroklovo tělo (francouzsky Les Grecs et les Troyens se disputant le corps de Patrocle) je olej na plátně belgického malíře, kreslíře a spisovatele Antoina Josepha Wiertze (1806–1865). Wiertz toto plátno dokončil roku 1836 v Římě a dnes je v Musée des beaux-arts de Liège. Plátno má rozměry 395 × 703 cm. Další varianty jsou v majetku Královského muzea výtvarných umění, Antverpy a v Musées royaux des Beaux-Arts de Belgique (Wiertzovo muzeum). Díla Antoina Wiertze spolu s díly malíře H. Leyse (1815–1869) představují úpadek belgického historického malířství neboť pouze napodobovali staré nizozemské mistry.